# Anouar Kbibech
Anouar Kbibech, né le 28 août 1961 à Meknès, est une personnalité française, président du rassemblement des musulmans de France depuis 2013. Il est président du Conseil français du culte musulman (CFCM) de 2015 à 2017.

## Biographie
Il est originaire du Maroc. Diplômé des ponts et chaussées, il exerce la profession d'ingénieur en télécommunications pour le compte de SFR. Dans les années 1980, il participe au projet de création de la mosquée d'Évry-Courcouronnes. Le 30 juin 2015, il succède à Dalil Boubakeur à la tête du Conseil français du culte musulman (CFCM).
Dans l'entre-deux-tours de l'élection présidentielle de 2017 qui oppose Marine Le Pen et Emmanuel Macron, le grand-rabbin de France Haïm Korsia, le président de la Fédération protestante de France François Clavairoly et le président du Conseil français du culte musulman Anouar Kbibech signent une déclaration commune pour appeler à voter en faveur du candidat En marche !.
Le 1er juillet 2017, Ahmet Ogras lui succède à la tête du CFCM.

## Distinctions
- Chevalier de l'ordre national du Mérite depuis 2014[5].